# Trzeci rząd Franza Vranitzkiego
Trzeci rząd Franza Vranitzkiego – federalny rząd Republiki Austrii urzędujący od 1990 do 1994.
Gabinet urzędował od 17 grudnia 1990 do 29 listopada 1994. Powstał po wyborach w 1990 do Rady Narodowej. Był tworzony przez tzw. wielką koalicję obejmującą Socjaldemokratyczną Partię Austrii (SPÖ, do 1991 działającą pod nazwą Socjalistyczna Partia Austrii) i Austriacką Partię Ludową (ÖVP). Zastąpił drugi rząd tegoż kanclerza. Po wyborach w 1994 SPÖ i ÖVP ponownie się porozumiały, tworząc czwarty rząd Franza Vranitzkiego.

## Skład rządu
- Kanclerz: Franz Vranitzky (SPÖ)
- Wicekanclerz: Josef Riegler (ÖVP, do 2 lipca 1991), Erhard Busek (ÖVP, od 2 lipca 1991)
- Minister spraw zagranicznych: Alois Mock (ÖVP)
- Minister spraw wewnętrznych: Franz Löschnak (SPÖ)
- Minister sprawiedliwości: Nikolaus Michalek (bezp.)
- Minister finansów: Ferdinand Lacina (SPÖ)
- Minister spraw gospodarczych: Wolfgang Schüssel (ÖVP)
- Minister pracy i spraw społecznych: Josef Hesoun (SPÖ)
- Minister rolnictwa i leśnictwa: Franz Fischler (ÖVP, do 17 listopada 1994)[1]
- Minister obrony: Werner Fasslabend (ÖVP)
- Minister gospodarki publicznej i transportu: Rudolf Streicher (SPÖ, do 3 kwietnia 1992), Viktor Klima (SPÖ, od 3 kwietnia 1992)
- Minister nauki i badań naukowych: Erhard Busek (ÖVP)
- Minister edukacji i sztuki: Rudolf Scholten (SPÖ)[2]
- Minister środowiska, młodzieży i rodziny: Marilies Flemming (ÖVP, do 5 marca 1991), Ruth Feldgrill-Zankel (ÖVP, od 5 marca 1991 do 25 listopada 1992), Maria Rauch-Kallat (ÖVP, od 25 listopada 1992)
- Minister ds. federalnych i reformy administracyjnej: Josef Riegler (ÖVP, do 22 października 1991), Jürgen Weiss (ÖVP, od 22 października 1991)
- Minister ds. kobiet: Johanna Dohnal (SPÖ)[3]
- Minister zdrowia, sportu i konsumentów: Harald Ettl (SPÖ, do 3 kwietnia 1992)[4], Michael Ausserwinkler (SPÖ, od 3 kwietnia 1992 do 17 marca 1994), Christa Krammer (SPÖ, od 17 marca 1994)